# Star Wars: Dziedzictwo
Star Wars: Legacy (Gwiezdne Wojny: Dziedzictwo) – seria komiksów osadzonych w uniwersum Gwiezdnych wojen, wydawana w latach 2006-10 w USA w formie miesięcznika. W serii ukazało się 50 numerów, zebranych w 10 tomach, które od 2008 roku ukazują się także w Polsce. Od grudnia 2010 r. w USA wydawana jest sześcioodcinkowa seria Legacy: War (pol. Dziedzictwo: Wojna), stanowiąca dokończenie opowiedzianej historii. Autorami obu serii są John Ostrander i Jan Duursema.
Akcja komiksu rozpoczyna się 130 lat po Bitwie o Yavin. Główną postacią serii jest Cade Skywalker, potomek Luke'a Skywalkera, który odrzucił swoje dziedzictwo i został piratem.

## Opis fabuły
Dominującą siłą w galaktyce jest zreformowane Imperium Galaktyczne, państwo już nie totalitarne, ale autorytarne, w którym właśnie dochodzi do przewrotu, w wyniku którego władzę przejmuje Nowy Zakon Sithów. Dowodzone przez nich siły atakują Akademię Jedi na Ossusie, dokonując masakry i zabijając wśród wielu także mistrza Kola Skywalkera. Świadkiem tych zdarzeń jest jego nastoletni syn, Cade. Po bitwie zostaje on odnaleziony w przestrzeni kosmicznej nad planetą przez piratów i staje się członkiem ich załogi.
Tymczasem prawowity imperator Roan Fel nie zamierza składać broni. Wraz z wierną mu częścią sił Imperium rozpoczyna wojnę przeciwko Sithom, nawiązuje też niełatwą współpracę z ostatnią flotą niedawno pokonanego wroga, Sojuszu Galaktycznego. Na tle tych wydarzeń dorosły już Cade prowadzi życie pirata, ale dziedzictwo Skywalkerów nie da o sobie zapomnieć. Zwłaszcza że przywódca Sithów, Darth Krayt, ma co do niego własne plany.